# Eumorpha typhon
Eumorpha typhon is een vlinder uit de familie van de pijlstaarten (Sphingidae). De wetenschappelijke naam van de soort werd in 1836 gepubliceerd door Johann Christoph Friedrich Klug.